# Tremont (Mississippi)
Tremont è una città (town) degli Stati Uniti d'America, situata nella contea di Itawamba, nello Stato del Mississippi.